# Tetradactylus eastwoodae
Espèce
Statut de conservation UICN

 EX  : Éteint
Tetradactylus eastwoodae est une espèce éteinte de sauriens de la famille des Gerrhosauridae.

## Répartition
Cette espèce était endémique du Limpopo en Afrique du Sud.

## Description
Cette espèce était ovipare. Seuls deux spécimens de cette espèce sont connus, ils datent de 1912 et 1928.

## Étymologie
Cette espèce est nommée en l'honneur de miss A. Eastwood qui a découvert l'holotype.

## Publication originale
- Hewitt & Methuen, 1913 "1912" : Descriptions of some new Batrachia and Lacertilia from South Africa. Transactions of the Royal Society of South Africa, vol. 3, p. 107-111.